# Kristijan Trapanovski
Kristijan Trapanovski (Bitola, 14 de agosto de 1999) es un futbolista macedonio que juega en la demarcación de centrocampista para el Dundee United F. C. de la Scottish Premiership.

## Selección nacional
Tras jugar en las categorías inferiores de la selección, finalmente debutó con la selección de fútbol de Macedonia del Norte el 22 de octubre de 2022. Lo hizo en un partido amistoso contra Arabia Saudita que finalizó con un resultado de 1-0 a favor del combinado saudita tras el gol de Saleh Al-Shehri.

## Clubes
| Club                              | País                | Año       | Partidos | Goles |
| --------------------------------- | ------------------- | --------- | -------- | ----- |
| SK Slavia Prague B                | República Checa     | 2017-2018 | 9        | 0     |
| 1. FC Tatran Prešov (cedido)      | Eslovaquia          | 2018      | 4        | 0     |
| FK Viktoria Žižkov (cedido)       | República Checa     | 2018-2019 | 9        | 0     |
| FK Železiarne Podbrezová (cedido) | Eslovaquia          | 2019-2020 | 10       | 2     |
| FK Akademija Pandev               | Macedonia del Norte | 2020      | 16       | 1     |
| KF Shkupi                         | Macedonia del Norte | 2020-2024 | 116      | 15    |
| Dundee United F. C.               | Escocia             | 2024-     | 36       | 6     |